# South Acton (Metropolitano de Londres)
South Acton é uma estação do London Overground. Ela foi servida uma vez pelo Metrô de Londres na District line.

## História
Um pequeno ramal da District Railway da Acton Town, com 1.232 jardas (1.126 metros) de comprimento, foi autorizado pelo Metropolitan Railway Act de 1874. Quando foi inaugurado, o ramal foi usado para trens de carga a partir de 15 de maio de 1899. Os serviços de passageiros foram introduzidos em 13 de junho de 1905 para fornecer um intercâmbio com a North London Railway que operava serviços do norte de Londres para o ramal Richmond da District Railway. Assim, forneceu um intercâmbio mais fácil para Richmond para passageiros em direção ao leste do que trocar de trem em Turnham Green mais a leste.